# Crotalaria ephemera
Crotalaria ephemera är en ärtväxtart som beskrevs av Roger Marcus Polhill. Crotalaria ephemera ingår i släktet sunnhampor, och familjen ärtväxter. Inga underarter finns listade i Catalogue of Life.